# Lista monumentelor ocrotite de stat din raionul Florești
Lista monumentelor din raionul Florești cuprinde monumentele patrimoniului cultural din raionul Florești înscrise în Registrul monumentelor Republicii Moldova ocrotite de stat.
Registrul monumentelor Republicii Moldova ocrotite de stat a fost aprobat prin Hotărârea Parlamentului nr. 1531-XII împreună cu Legea nr. 1530-XII privind ocrotirea monumentelor RM din 22 iunie 1993. În Monitorul Oficial nr. 1 din 1994 a fost publicată doar Legea, fără a include însă și Registrul, care a fost publicat mult mai târziu, la 2 februarie 2010. A nu se confunda cu Registrul arheologic național sau cel al monumentelor de for public, care sunt liste diferite ce vizează doar anumite compartimente ale patrimoniului cultural, întocmite în baza unor legi separate.
Lista completă este menținută și actualizată periodic de către Ministerul Culturii din Republica Moldova, dar înainte ca modificările să intre în vigoare acestea trebuie să fie aprobate de către Parlament. Această listă este menită să cuprindă și actualizările ulterioare.
| Nr.  | Localizare                                                                   | Denumire                                                                                               | Datare             | Tip   | Însemnătate | Imagine                 | Erori             |
| ---- | ---------------------------------------------------------------------------- | --- | ------------------ | ----- | ----------- | ----------------------- | ----------------- |
| 1245 | Florești 47°53′15″N 28°17′12″E / 47.887445577818°N 28.286769279203°E         | Biserica „Sf. Nicolae”                                                                                 | 1809               | At    | N           | galerie \| Încarcă foto | Raportează eroare |
| 1246 | Florești 47°53′08″N 28°16′47″E / 47.88568179551°N 28.279735947833°E          | Catedrala „Sf. Mitrofan” cu turnul-clopotniță                                                          | 1850-1870          | At    | N           | galerie \| Încarcă foto | Raportează eroare |
| 1248 | Florești 47°53′21″N 28°18′04″E / 47.889282243013°N 28.30112907401°E          | Mormânt comun al 82 ostași                                                                             | 1944               | Is    | N           | galerie \| Încarcă foto | Raportează eroare |
| 1249 | Florești 47°53′09″N 28°18′27″E / 47.885761752727°N 28.307522244287°E         | Stația de cale ferată                                                                                  | 1894               | Is    | N           | galerie \| Încarcă foto | Raportează eroare |
| 1265 | Mărculești 47°52′18″N 28°14′20″E / 47.871713°N 28.23888°E                    | Monument în memoria consătenilor căzuți în 1941-1945                                                   | 1986               | Is    | L           | galerie \| Încarcă foto | Raportează eroare |
| 1266 | Mărculești                                                                   | Mormântul comun al 20 ostași                                                                           | 1944               | Is    | L           | Încarcă foto            | Raportează eroare |
| 1272 | Alexandrovca                                                                 | Biserica „Icoana Maicii Domnului din Kazan”                                                            | 1925               | At    | L           | Încarcă foto            | Raportează eroare |
| 1273 | Alexandrovca 47°57′14″N 28°07′31″E / 47.95375893562°N 28.125373650074°E      | Monument în memoria consătenilor căzuți în 1941-1945                                                   | 1970               | Is    | L           | Încarcă foto            | Raportează eroare |
| 1275 | Alexeevca                                                                    | Monument în memoria consătenilor căzuți în 1941-1945                                                   | 1947               | Is    | L           | Încarcă foto            | Raportează eroare |
| 1282 | Băhrinești 47°51′22″N 28°14′32″E / 47.85609647897°N 28.242152335918°E        | Biserica „Sf. Arhanghel Mihail”                                                                        | 1854               | At    | L           | galerie \| Încarcă foto | Raportează eroare |
| 1283 | Băhrinești                                                                   | Monument în memoria consătenilor căzuți în 1941-1945                                                   | 1966               | Is    | L           | Încarcă foto            | Raportează eroare |
| 1284 | Băhrinești                                                                   | Monument comemorativ de război. La cimitir                                                             | 1943               | Ar    | L           | Încarcă foto            | Raportează eroare |
| 1287 | Bobulești 47°52′48″N 28°21′08″E / 47.880035799948°N 28.352162176188°E        | Biserica „Sf. Nicolae”                                                                                 | 1938               | At    | L           | Încarcă foto            | Raportează eroare |
| 1288 | Bobulești 47°53′03″N 28°20′57″E / 47.884086499531°N 28.349270915737°E        | Moară de apă                                                                                           | jum. II a sec. XIX | Is At | N           | galerie \| Încarcă foto | Raportează eroare |
| 1289 | Bobulești                                                                    | Monument în memoria a 27 ostași consăteni căzuți în 1941-1945                                          | 1988               | Is    | L           | galerie \| Încarcă foto | Raportează eroare |
| 1291 | Cașunca 47°47′03″N 28°23′55″E / 47.784292247082°N 28.39847723175°E           | Biserica „Sf. Cuvioasă Paraschiva”                                                                     | sec. XIX           | At    | L           | galerie \| Încarcă foto | Raportează eroare |
| 1292 | Cașunca 47°47′07″N 28°23′50″E / 47.785207831998°N 28.39730061564°E           | Monument în memoria a 40 consăteni căzuți în 1941-1945                                                 | 1975               | Is    | L           | galerie \| Încarcă foto | Raportează eroare |
| 1293 | Cașunca                                                                      | Mormântul aviatorului. La cimitir                                                                      | 1944               | Is    | L           | Încarcă foto            | Raportează eroare |
| 1297 | Cenușa 47°50′59″N 28°22′57″E / 47.849778298906°N 28.382621112231°E           | Biserica „Sf. Arhanghel Mihail”                                                                        | sf. sec. XIX       | At    | L           | galerie \| Încarcă foto | Raportează eroare |
| 1298 | Cenușa                                                                       | Monument comemorativ de război (1941-1945)                                                             | 1975               | Is    | L           | Încarcă foto            | Raportează eroare |
| 1299 | Cenușa                                                                       | Monument comemorativ de război (1941-1945)                                                             | 1986               | Is    | L           | Încarcă foto            | Raportează eroare |
| 1300 | Cenușa 47°50′54″N 28°22′59″E / 47.848358732124°N 28.383185440137°E           | Monument în memoria a 65 consăteni căzuți în 1941-1945                                                 | 1986               | Is    | L           | galerie \| Încarcă foto | Raportează eroare |
| 1306 | Cernița 47°57′56″N 28°27′58″E / 47.96550218456°N 28.466018500334°E           | Biserica „Sf. Cozma și Damian”                                                                         | 1881               | At    | L           | Încarcă foto            | Raportează eroare |
| 1307 | Cernița 47°57′54″N 28°28′04″E / 47.96506948435°N 28.467840523976°E           | Monument în memoria consătenilor căzuți în 1941-1945                                                   | 1985               | Is    | L           | Încarcă foto            | Raportează eroare |
| 1308 | Cernița cimitir                                                              | Mormântul ostașului căzut în război                                                                    | 1941               | Is    | L           | Încarcă foto            | Raportează eroare |
| 1310 | Chirilovca 47°57′39″N 28°19′41″E / 47.960909818103°N 28.328083331923°E       | Biserica                                                                                               | anii 1930          | At    | L           | Încarcă foto            | Raportează eroare |
| 1314 | Ciripcău 47°58′33″N 28°23′16″E / 47.975857080241°N 28.387891495679°E         | Casa familiei lui Constantin Stere                                                                     | sf. sec. XIX       | Is    | N           | galerie \| Încarcă foto | Raportează eroare |
| 1315 | Ciripcău 47°58′33″N 28°23′13″E / 47.97584426904°N 28.387018644425°E          | Monument la mormântul al 3 ostași căzuți în 1941 și în memoria a 40 consăteni căzuți în 1941-1945      |                    | Is    | L           | galerie \| Încarcă foto | Raportează eroare |
| 1316 | Ciripcău 47°59′10″N 28°22′50″E / 47.986032318215°N 28.380598528552°E         | Biserica „Sf. Arhanghel Mihail”                                                                        | 1844               | At    | N           | galerie \| Încarcă foto | Raportează eroare |
| 1318 | Ciutulești 47°45′26″N 28°23′31″E / 47.757128212709°N 28.391898926839°E       | Biserica „Sf. Dimitrie” cu clopotniță                                                                  | 1818               | At    | N           | galerie \| Încarcă foto | Raportează eroare |
| 1319 | Ciutulești                                                                   | Monument în memoria consătenilor căzuți în 1941-1945                                                   | 1977               | Is    | L           | Încarcă foto            | Raportează eroare |
| 1325 | Coșernița 47°56′25″N 28°28′06″E / 47.940157200194°N 28.468466693736°E        | Biserica „Sf. Trei Ierarhi” cu clopotniță                                                              | 1812               | At    | L           | Încarcă foto            | Raportează eroare |
| 1326 | Coșernița                                                                    | Monument în memoria a 81 consăteni căzuți în 1941-1945                                                 | 1971               | Is    | L           | Încarcă foto            | Raportează eroare |
| 1327 | Coșernița                                                                    | Mormântul ostașului căzut în 1941. La cimitir                                                          |                    | Is    | L           | Încarcă foto            | Raportează eroare |
| 1330 | Domulgeni 47°47′44″N 28°25′48″E / 47.795527580421°N 28.429939004647°E        | Biserica „Sf. Nicolae”                                                                                 | 1862               | At    | L           | galerie \| Încarcă foto | Raportează eroare |
| 1331 | Domulgeni                                                                    | Monument în memoria a 29 consăteni căzuți în 1941-1945                                                 | 1967               | Is    | L           | Încarcă foto            | Raportează eroare |
| 1332 | Domulgeni                                                                    | Monument în memoria consătenilor căzuți în 1941-1945                                                   | 1986               | Is    | L           | Încarcă foto            | Raportează eroare |
| 1335 | Frumușica 47°57′41″N 28°07′18″E / 47.961460167844°N 28.121568640366°E        | Biserica „Sf. Arhanghel Mihail”                                                                        | 1847               | At    | L           | Încarcă foto            | Raportează eroare |
| 1336 | Frumușica 47°57′51″N 28°07′01″E / 47.964188089629°N 28.117056198839°E        | Monument la mormântul ostașului căzut în 1941 și în memoria a 42 consăteni căzuți în 1941-1945         | 1972               | Is    | L           | Încarcă foto            | Raportează eroare |
| 1338 | Frumușica Nouă                                                               | Mormântul ostașului căzut în război                                                                    | 1944               | Is    | L           | Încarcă foto            | Raportează eroare |
| 1341 | Ghindești 47°51′03″N 28°22′30″E / 47.850895732853°N 28.375108790204°E        | Biserica „Sf. Spiridon”                                                                                | 1914               | At    | L           | galerie \| Încarcă foto | Raportează eroare |
| 1342 | Ghindești 47°50′58″N 28°22′30″E / 47.84939265698°N 28.375121035273°E         | Conac                                                                                                  | jum. II a sec. XIX | At    | N           | galerie \| Încarcă foto | Raportează eroare |
| 1343 | Ghindești 47°51′23″N 28°22′45″E / 47.856453476888°N 28.379249316933°E        | Monument în memoria a 26 consăteni căzuți în 1941-1945                                                 | 1975               | Is    | L           | galerie \| Încarcă foto | Raportează eroare |
| 1352 | Gura Camencii 47°53′26″N 28°21′29″E / 47.890615458057°N 28.357978413205°E    | Biserica „Sf. Arhanghel Mihail”                                                                        | 1862               | At    | L           | galerie \| Încarcă foto | Raportează eroare |
| 1361 | Gura Căinarului 47°51′35″N 28°11′02″E / 47.859850692385°N 28.183988811126°E  | Biserica „Sf. Cuvioasă Paraschiva” cu clopotniță                                                       | 1816               | At    | N           | galerie \| Încarcă foto | Raportează eroare |
| 1362 | Gura Căinarului 47°51′32″N 28°10′41″E / 47.858902793976°N 28.178137451044°E  | Monument la mormântul comun al 13 ostași căzuți în 1945 și în memoria consătenilor căzuți în 1941-1945 | 1941-1945; 1974    | Is    | L           | galerie \| Încarcă foto | Raportează eroare |
| 1363 | Gura Căinarului                                                              | Moară de apă                                                                                           | înc. sec. XX       | Is At | L           | Încarcă foto            | Raportează eroare |
| 1365 | Gvozdova 47°54′06″N 28°21′14″E / 47.901709128325°N 28.353752698489°E         | Biserica „Sf. Nicolae”                                                                                 | 1876               | At    | L           | galerie \| Încarcă foto | Raportează eroare |
| 1366 | Gvozdova 47°54′29″N 28°20′53″E / 47.907920728183°N 28.348067247483°E         | Monument în memoria consătenilor căzuți în 1941-1945                                                   | 1975               | Is    | L           | Încarcă foto            | Raportează eroare |
| 1367 | Gvozdova                                                                     | Mormântul ostașului căzut în război                                                                    | 1941               | Is    | L           | Încarcă foto            | Raportează eroare |
| 1370 | Hîrtop                                                                       | Mormântul ostașului căzut în război                                                                    | 1944               | Is    | L           | Încarcă foto            | Raportează eroare |
| 1372 | Iliciovca 47°56′12″N 28°03′59″E / 47.936774272917°N 28.066253752236°E        | Biserica de lemn „Sf. Ioan”                                                                            | sf. sec. XIX       | At    | N           | Încarcă foto            | Raportează eroare |
| 1373 | Iliciovca 47°56′11″N 28°04′02″E / 47.936418800928°N 28.067186884986°E        | Monument în memoria a 71 consăteni căzuți în 1941-1945                                                 | 1974               | Is    | L           | Încarcă foto            | Raportează eroare |
| 1374 | Iliciovca                                                                    | Monument în memoria a 98 ostași consăteni căzuți în 1941-1945                                          | 1987               | Is    | L           | Încarcă foto            | Raportează eroare |
| 1381 | Ivanovca                                                                     | Monument în memoria a 15 consăteni căzuți în 1941-1945                                                 | 1980               | Is    | L           | Încarcă foto            | Raportează eroare |
| 1383 | Izvoare                                                                      | Monument la mormântul ostașului căzut în 1944 și în memoria a 99 consăteni căzuți în 1941-1945         | 1975               | Is    | L           | Încarcă foto            | Raportează eroare |
| 1385 | Lunga 47°51′29″N 28°13′15″E / 47.857944392777°N 28.220699580853°E            | Biserica „Sf. Împărați Constantin și Elena”                                                            | 1836               | At    | N           | galerie \| Încarcă foto | Raportează eroare |
| 1387 | Maiscoe                                                                      | Monument în memoria a 15 consăteni căzuți în 1941-1945                                                 | 1970               | Is    | L           | Încarcă foto            | Raportează eroare |
| 1388 | Maiscoe 47°54′44″N 28°03′04″E / 47.912184681154°N 28.050986809453°E          | Monument în memoria consătenilor căzuți în 1941-1945                                                   |                    | Is    | L           | Încarcă foto            | Raportează eroare |
| 1392 | Mărășești                                                                    | Mormântul ostașului căzut în război                                                                    | 1944               | Is    | L           | Încarcă foto            | Raportează eroare |
| 1393 | Mărășești                                                                    | Biserică                                                                                               | 1937               | At    | L           | Încarcă foto            | Raportează eroare |
| 1397 | Mărculești 47°52′57″N 28°15′00″E / 47.882543289938°N 28.250078401848°E       | Biserica „Sf. Arhanghel Mihail”                                                                        | 1809               | At    | L           | galerie \| Încarcă foto | Raportează eroare |
| 1398 | Mărculești                                                                   | Monument la mormântul ostașului căzut în 1944 și în memoria consătenilor căzuți în 1941-1945           |                    | Is    | L           | Încarcă foto            | Raportează eroare |
| 1403 | Nicolaevca                                                                   | Biserica „Sf. Nicolae”                                                                                 | 1934               | At    | L           | Încarcă foto            | Raportează eroare |
| 1404 | Nicolaevca                                                                   | Monument în memoria a 97 consăteni căzuți în 1941-1945                                                 | 1970               | Is    | L           | Încarcă foto            | Raportează eroare |
| 1411 | Prajila 47°50′30″N 28°13′04″E / 47.841674250907°N 28.217759850095°E          | Biserica „Sf. Nicolae”                                                                                 | 1879               | At    | L           | galerie \| Încarcă foto | Raportează eroare |
| 1412 | Prajila                                                                      | Monument comemorativ de război                                                                         | 1941-1945          | Is    | L           | Încarcă foto            | Raportează eroare |
| 1413 | Prajila 47°50′29″N 28°12′53″E / 47.841478785498°N 28.214805522049°E          | Monument în memoria a 68 consăteni căzuți în 1941-1945                                                 | 1984               | Is    | L           | galerie \| Încarcă foto | Raportează eroare |
| 1417 | Prodănești 47°44′18″N 28°28′59″E / 47.738326954113°N 28.482959000448°E       | Biserica „Sf. Ioan Evanghelistul”                                                                      | anii 1930          | At    | N           | galerie \| Încarcă foto | Raportează eroare |
| 1418 | Căprești 47°45′01″N 28°27′24″E / 47.750268681645°N 28.456718307679°E         | Biserica „Sf. Împărați Constantin și Elena”                                                            | înc. sec. XX       | At    | N           | galerie \| Încarcă foto | Raportează eroare |
| 1419 | Prodănești–Căprești                                                          | Moară cu aburi                                                                                         | înc. sec. XX       | At    | N           | Încarcă foto            | Raportează eroare |
| 1420 | Prodănești 47°44′39″N 28°28′31″E / 47.744131398856°N 28.475277244923°E       | Monument în memoria a 30 consăteni căzuți în 1941-1945                                                 | 1971               | Is    | L           | galerie \| Încarcă foto | Raportează eroare |
| 1427 | Putinești 47°50′03″N 28°07′57″E / 47.834282603274°N 28.132507410408°E        | Biserica „Înălțarea Sf. Cruci”                                                                         | 1828               | At    | N           | galerie \| Încarcă foto | Raportează eroare |
| 1428 | Putinești                                                                    | Casa lui A. Suruceanu                                                                                  | 1900               | At    | L           | Încarcă foto            | Raportează eroare |
| 1429 | Putinești 47°50′20″N 28°07′28″E / 47.838784885567°N 28.124417371641°E        | Monument la mormântul ostașului căzut în 1941 și în memoria consătenilor căzuți în 1941-1945           |                    | Is    | L           | galerie \| Încarcă foto | Raportează eroare |
| 1430 | Putinești                                                                    | Mormântul ostașului căzut în război                                                                    | 1944               | Is    | L           | Încarcă foto            | Raportează eroare |
| 1436 | Rădulenii Vechi 47°58′57″N 28°15′58″E / 47.982415489577°N 28.26606677832°E   | Biserica „Sf. Nicolae”                                                                                 | 1913               | At    | L           | galerie \| Încarcă foto | Raportează eroare |
| 1437 | Rădulenii Vechi 47°58′57″N 28°16′12″E / 47.982447284673°N 28.269992552704°E  | Biserica „Sf. Nicolae”                                                                                 | 1909               | At    | N           | Încarcă foto            | Raportează eroare |
| 1440 | Roșieticii Vechi 47°48′55″N 28°24′05″E / 47.815358574891°N 28.401472047548°E | Biserica „Sf. Cuvioasă Paraschiva”                                                                     | 1921               | At    | L           | galerie \| Încarcă foto | Raportează eroare |
| 1441 | Roșieticii Vechi                                                             | Monument comemorativ de război (1941-1945)                                                             | 1975               | Is    | L           | Încarcă foto            | Raportează eroare |
| 1442 | Roșieticii Vechi                                                             | Monument în memoria a 16 consăteni căzuți în 1941-1945                                                 | 1976               | Is    | L           | Încarcă foto            | Raportează eroare |
| 1443 | Roșieticii Vechi                                                             | Mormânt comun al 2 ostași                                                                              | 1944               | Is    | L           | Încarcă foto            | Raportează eroare |
| 1450 | Sevirova                                                                     | Biserica de lemn „Sf. Arhanghel Mihail”                                                                | 1938               | At    | N           | Încarcă foto            | Raportează eroare |
| 1451 | Sevirova                                                                     | Monument în memoria a 26 consăteni căzuți în 1941-1945                                                 | 1975               | Is    | L           | Încarcă foto            | Raportează eroare |
| 1455 | Stîrceni 47°52′32″N 28°21′56″E / 47.875448145039°N 28.365513972019°E         | Biserica Sf. Arhanghel Mihail                                                                          | 1809               | At    | N           | galerie \| Încarcă foto | Raportează eroare |
| 1461 | Ștefănești 47°44′04″N 28°26′25″E / 47.734496841264°N 28.44039051019°E        | Biserica „Nașterea Maicii Domnului”                                                                    | 1879               | At    | L           | galerie \| Încarcă foto | Raportează eroare |
| 1462 | Ștefănești 47°44′02″N 28°26′28″E / 47.733959276058°N 28.441214046537°E       | Monument în memoria a 27 consăteni căzuți în 1941-1945                                                 | 1975               | Is    | L           | galerie \| Încarcă foto | Raportează eroare |
| 1467 | Trifănești                                                                   | Biserica „Sf. Arhanghel Mihail”                                                                        | 1938               | At    | L           | Încarcă foto            | Raportează eroare |
| 1468 | Trifănești 47°56′40″N 28°07′53″E / 47.944486554242°N 28.131359709572°E       | Monument la mormântul ostașului căzut în 1941 și în memoria a 27 consăteni căzuți în 1941-1945         | 1975               | Is    | L           | Încarcă foto            | Raportează eroare |
| 1471 | Țîra 47°50′32″N 28°24′06″E / 47.842334386043°N 28.401777594062°E             | Biserica „Adormirea Maicii Domnului”                                                                   | 1898               | At    | L           | galerie \| Încarcă foto | Raportează eroare |
| 1472 | Țîra                                                                         | Locuință rupestră a lui Ion Gonța                                                                      | 1924-1940          | At    | L           | Încarcă foto            | Raportează eroare |
| 1473 | Țîra                                                                         | Locuință rupestră a Parascoviei Leșan                                                                  | 1920               | At    | L           | Încarcă foto            | Raportează eroare |
| 1483 | Vărvăreuca 47°52′49″N 28°18′53″E / 47.880248617897°N 28.314697209036°E       | Biserica „Sf. Arhanghel Mihail”                                                                        | 1907               | At    | L           | galerie \| Încarcă foto | Raportează eroare |
| 1484 | Vărvăreuca 47°52′51″N 28°18′50″E / 47.880711090124°N 28.313895654402°E       | Monument în memoria a 27 consăteni căzuți în 1941-1945                                                 | 1970               | Is    | N           | galerie \| Încarcă foto | Raportează eroare |
| 1489 | Zarojeni                                                                     | Monument în memoria a 18 consăteni căzuți în 1941-1945                                                 |                    | Is    | L           | Încarcă foto            | Raportează eroare |